# 鲁瓦亚
鲁瓦亚（法語：Royat，法語發音：[ʁwaja]）是法国多姆山省的一个市镇，位于首府克莱蒙费朗市区西侧，是克莱蒙费朗城市圈的一部分。属于克莱蒙费朗区。

## 地理
鲁瓦亚（45°45'54"N, 3°3'0"E）面积6.62 平方千米，位于法国奥弗涅-罗讷-阿尔卑斯大区多姆山省，该省份为法国中南部省份，北起阿列省接壤，东临卢瓦尔省，南至上盧瓦爾省和康塔爾省，西接科雷兹省和克勒兹省。
与鲁瓦亚接壤的市镇（或旧市镇、城区）包括：沙马利耶尔、塞拉、奥尔西讷、圣热内斯尚帕内勒。

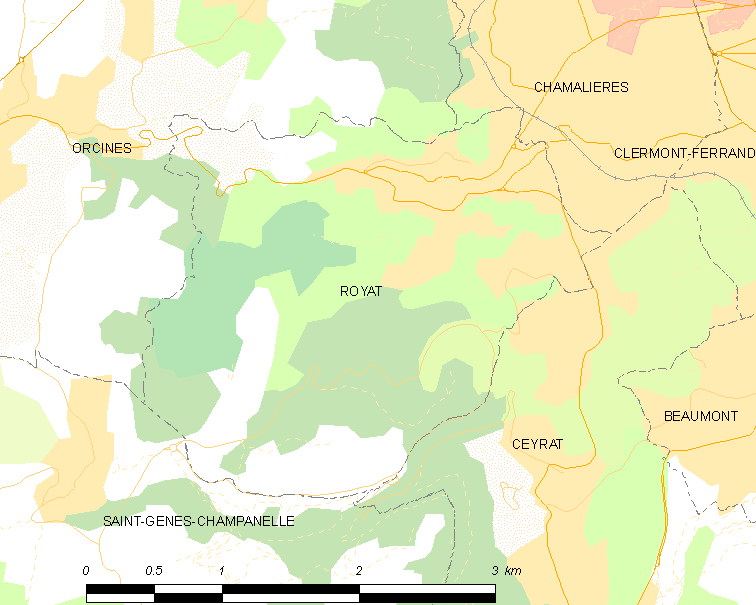
鲁瓦亚的OSM定位图

鲁瓦亚的时区为UTC+01:00、UTC+02:00（夏令时）。

## 行政
鲁瓦亚的邮政编码为63130，INSEE市镇编码为63308。

## 政治
鲁瓦亚所属的省级选区为沙马利耶尔县。

## 人口

1962-2008年间鲁瓦亚人口变化图示

鲁瓦亚于2022年1月1日时的人口数量为4420人。